# سیلوچانا گادجیل

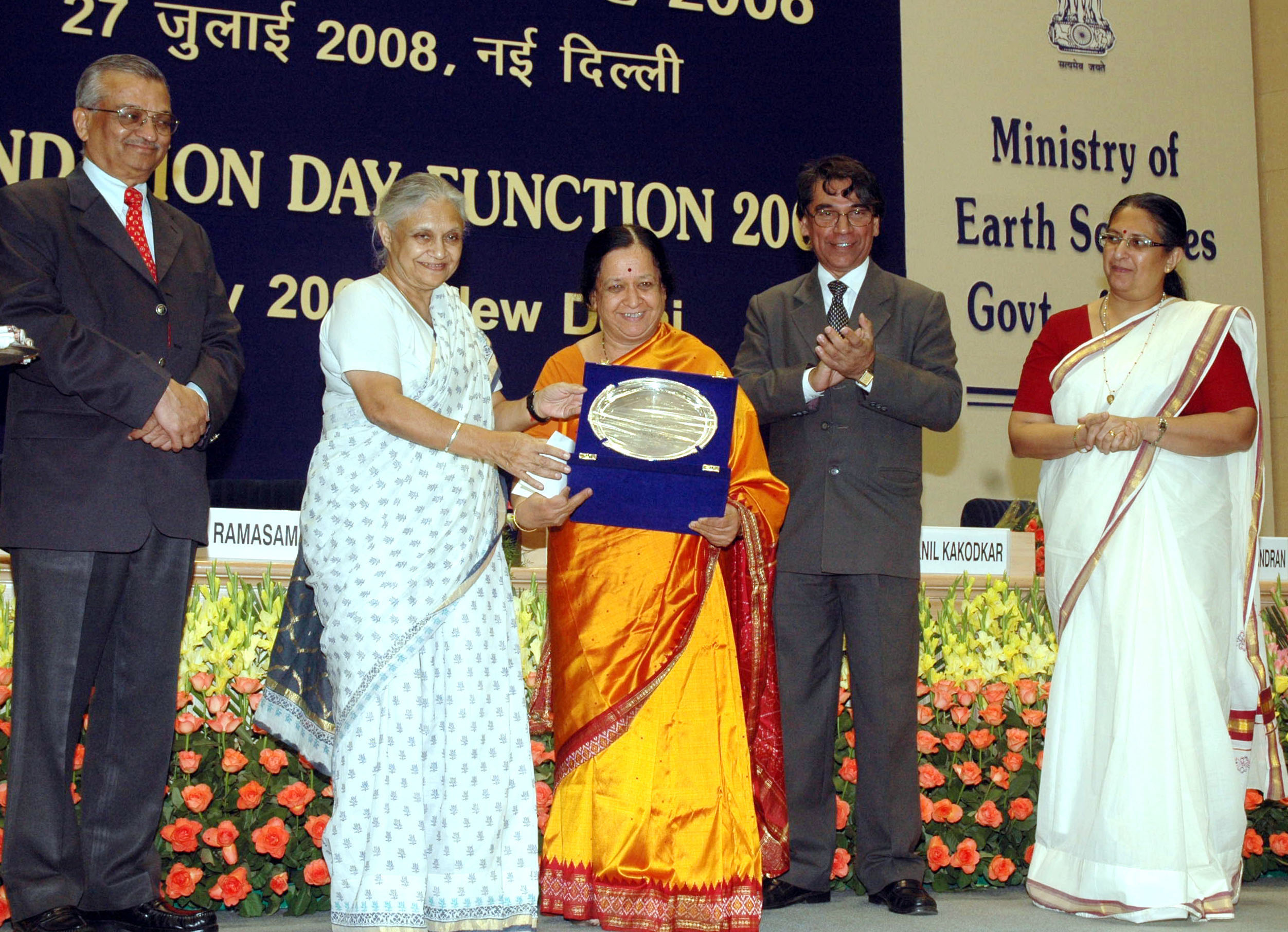
سیلوچانا گادجیل

سیلوچانا گادجیل (انگلیسی: Sulochana Gadgil) یک دانشمند در زمینه اقیانوس‌نگاری و هواشناسی اهل هند است.